# 碱式硫酸铅
碱式硫酸铅是一种无机化合物，化学式为Pb2OSO4，其它形式的碱式盐（如Pb4O3SO4、Pb5O4SO4等）也是已知的。
碱式硫酸铅在自然界中以黃鉛礦的形式存在。它在实验室中可由氧化铅和硫酸铅1:1计量比的混合物高温加热制得。它也能由硫酸铅在一定浓度的氢氧化钠溶液中水解得到，或在硫化铅的高温（400~600 °C）氧化中生成。